# Prunus espinozana
Prunus espinozana — вид квіткових рослин з родини трояндових (Rosaceae). Ареал охоплює такі країни: Венесуела.

## Середовище
Це вид дерев, що росте у високогірних і тепуєвих вічнозелених лісах на висотах від 1800 до 2000 метрів. Середовище існування зазнає скорочення через розширення сільського господарства та зміну клімату.